# ADP-グリセロマンノ-ヘプトース 6-エピメラーゼ
ADP-グリセロマンノ-ヘプトース-6-エピメラーゼ(ADP-glyceromanno-heptose 6-epimerase、EC 5.1.3.20)は、以下の化学反応を触媒する酵素である。
ADP-D-グリセロ-D-マンノ-ヘプトース{\displaystyle \rightleftharpoons }ADP-L-グリセロ-D-マンノ-ヘプトース
従って、この酵素の基質はADP-D-グリセロ-D-マンノ-ヘプトースのみ、生成物はADP-L-グリセロ-D-マンノ-ヘプトースのみである。
この酵素は異性化酵素、特に炭水化物及びその誘導体に作用するラセマーゼ、エピメラーゼに分類される。系統名は、ADP-L-グリセロ-D-マンノ-ヘプトース 6-エピメラーゼ(ADP-L-glycero-D-manno-heptose 6-epimerase)である。この酵素は、リポ多糖の生合成に関与している。直接酸化機構の補因子として、NADP+を必要とする。

## 構造
2007年末時点で、1つの構造が解明されている。蛋白質構造データバンクのコードは、1EQ2である。